# Velichov
Velichov település Csehországban, a Karlovy Vary-i járásban. Velichov Hradiště, Kyselka, Ostrov és Vojkovice településekkel határos. Lakosainak száma 496 fő (2024. január 1.).

## Népesség
A település lakosságának változását az alábbi diagram mutatja:
| Lakosok száma | 490  | 558  | 655  | 457  | 524  | 469  | 557  | 549  | 477  | 496  |
|               | 1869 | 1900 | 1921 | 1961 | 1980 | 2011 | 2016 | 2019 | 2021 | 2024 |